# Aéroport de Berlin-Schönefeld
Le terminal 5 de l'aéroport de Berlin-Brandebourg (code IATA : BER • code OACI : EDDB) est situé sur l'emplacement de l'ancien aéroport de Berlin-Schönefeld ouvert en 1946 et situé à Schönefeld dans le Brandebourg.
Principal aéroport du temps de la RDA, il desservait la partie orientale de Berlin, avant de connaître une forte croissance après la réunification de l'Allemagne.
Le 31 octobre 2020, il est intégré à l'aéroport Willy-Brandt de Berlin-Brandebourg, sous le nom de Terminal 5, lors de la mise en service de celui-ci ; puis est fermé définitivement en 2022.

## Situation
| Berlin · Brandebourg EuroAirport Basel-Mulhouse-Freiburg Freiburg · City Brême Cassel Cologne · Bonn Dortmund Dresde Düsseldorf Erfurt Francfort-Hahn Francfort · sur-le-Main Friedrichshafen Hambourg Hanovre Heringsdorf Karlsruhe · Baden-Baden Leipzig Lübeck Memmingen Munich Münster · Osnabrück Nuremberg Paderborn · Lippstadt Rostock Sarrebruck Stuttgart Sylt Weeze Mannheim |

## Historique

### Projet d'un nouvel aéroport

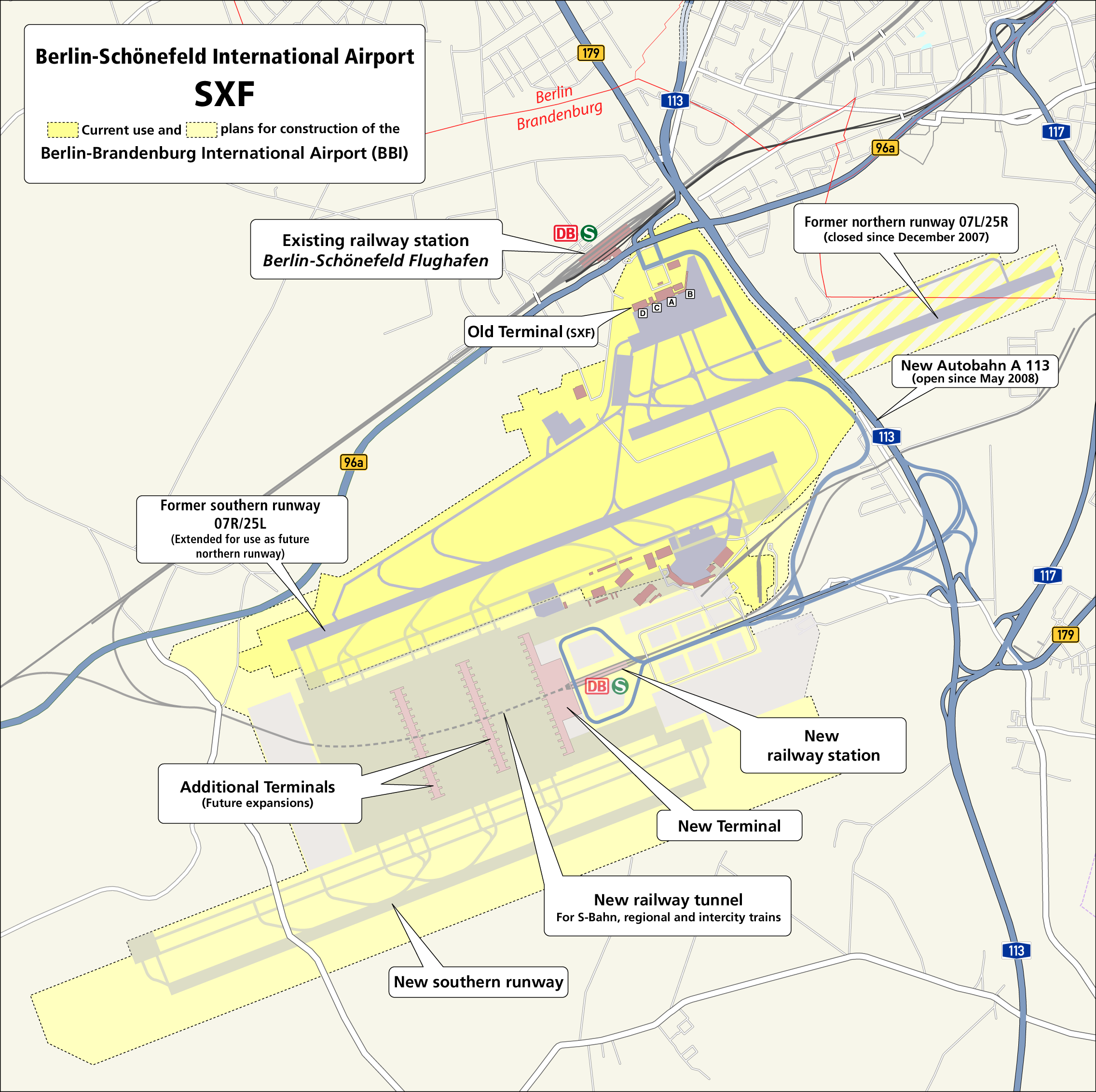
Plan du site avec le nouveau terminal.

Un nouveau terminal de 970 hectares destiné à recevoir 27 millions de passagers aurait dû être achevé en 2012. Ce projet, estimé à 2 milliards d'euros, doit permettre à Schönefeld de devenir le principal, puis l'unique aéroport de Berlin, après la fermeture de celui de Tegel. Le projet est baptisé aéroport Willy-Brandt de Berlin-Brandebourg. Cependant, son inauguration prévue pour le 27 octobre 2013, est repoussée à plusieurs reprises en raison d'une multitude de problèmes techniques, de gestion, de corruption, de coordination de chantier et de dépassements de budget.
Le 31 octobre 2020, son premier terminal est officiellement ouvert après 14 ans de travaux et un budget de 7 milliards d'euros.
L’ancienne aérogare n’a pas cessé de fonctionner pendant les travaux et a accueilli des compagnies aériennes à bas coût.

### Disparition et intégration au nouvel aéroport
Le 25 octobre 2020, le nom et le code de l'aéroport cessent d'exister. Le 31 octobre, lors de l'ouverture de l'aéroport Willy-Brandt de Berlin-Brandebourg, Schönefeld est intégré à celui-ci sous le nom de Terminal 5, alors que ses sections A, B, C, D deviennent respectivement K, L, M, Q du nouvel aéroport. Ce terminal est définitivement fermé à la suite d'une annonce des autorités aéroportuaires en novembre 2022.

## Accès
- Par l'Airportexpress (départ toutes les 30 minutes) qui relie les gares de Berlin-Karlshorst, Berlin Ostbahnhof, Berlin Alexanderplatz (23 minutes), Berlin Friedrichstraße, Berlin Hauptbahnhof (29 minutes), Berlin Zoologischer Garten (36 minutes) et Berlin-Spandau.
- Par les S-Bahn S9 et S45 via la gare de l'aéroport de Berlin - Terminal 5 (Schönefeld).
- En bus.
- En taxi.

## Chiffres et statistiques

### En graphique

, et

Pour des raisons techniques, il est temporairement impossible d'afficher le graphique qui aurait dû être présenté ici.

Voir la requête brute et les sources sur Wikidata.

### En tableau
| Année | Nombre de passagers | Fret aérien [t] | Poste aérienne [t] | Mouvement d'avions |
| ----- | ------------------- | --------------- | ------------------ | ------------------ |
| 1991  | 1 069 886           | 06.349          | 0.553              | 29.472             |
| 1992  | 1.446.933           | 04.686          | 1.153              | 28.723             |
| 1993  | 1.572.361           | 03.284          | 3.825              | 31.334             |
| 1994  | 1.804.490           | 05.823          | 3.895              | 36.185             |
| 1995  | 1.861.674           | 10.573          | 3.260              | 31.827             |
| 1996  | 1.766.452           | 13.716          | 1.479              | 31.649             |
| 1997  | 1.870.213           | 14.473          | 1.128              | 29.563             |
| 1998  | 1.876.209           | 12.111          | 0.811              | 30.711             |
| 1999  | 1.861.385           | 09.372          | 0.565              | 29.304             |
| 2000  | 2.133.919           | 09.604          | 0.505              | 33.947             |
| 2001  | 1.851.377           | 09.785          | 0.193              | 27.635             |
| 2002  | 1.615.171           | 11.099          | 0.202              | 25.755             |
| 2003  | 1.684.384           | 12.418          | 0.242              | 25.549             |
| 2004  | 3.325.348           | 12.546          | 3.229              | 39.420             |
| 2005  | 5.026.115           | 08.833          | 4.294              | 52.852             |
| 2006  | 6.026.228           | 03.720          | 4.373              | 58.647             |
| 2007  | 6.313.343           | 03.870          | 4.386              | 58.198             |
| 2008  | 6.638.162           | 04.399          | 4.415              | 68.771             |
| 2009  | 6.797.158           | 04.246          | 2.979              | 75.538             |
| 2010  | 7.297.911           | 04.907          | 4.751              | 76.595             |
| 2011  | 7.113.989           | 04.649          | 4.081              | 73.577             |
| 2012  | 7.097.274           | 05.206          | 1.125              | 71.758             |
| 2013  | 6.727.306           | 07.370          | 6.654              | 65.268             |
| 2014  | 7.292.517           | 07.827          | 7.229              | 70.325             |
| 2015  | 8.526.268           | 8.128           | 6.155              | 76.153             |
| 2016  | 11.652.922          | 9.056           | -                  | 96.562             |

- 80 % des passagers volaient sur une compagnie à bas prix, principalement easyJet grâce à sa plate-forme de correspondance.

### Accident
Le 12 décembre 1986, un Tupolev Tu-134 parti de Minsk s'est écrasé au sol peu avant son atterrissage. Les 72 passagers, dont 20 écoliers, y trouvèrent la mort,.